# Budo Collège belge
Ne doit pas être confondu avec École royale d'arts martiaux Yama Arashi.
Pour les articles homonymes, voir Budo.
 (avril 2018).
Si vous disposez d'ouvrages ou d'articles de référence ou si vous connaissez des sites web de qualité traitant du thème abordé ici, merci de compléter l'article en donnant les références utiles à sa vérifiabilité et en les liant à la section « Notes et références ».

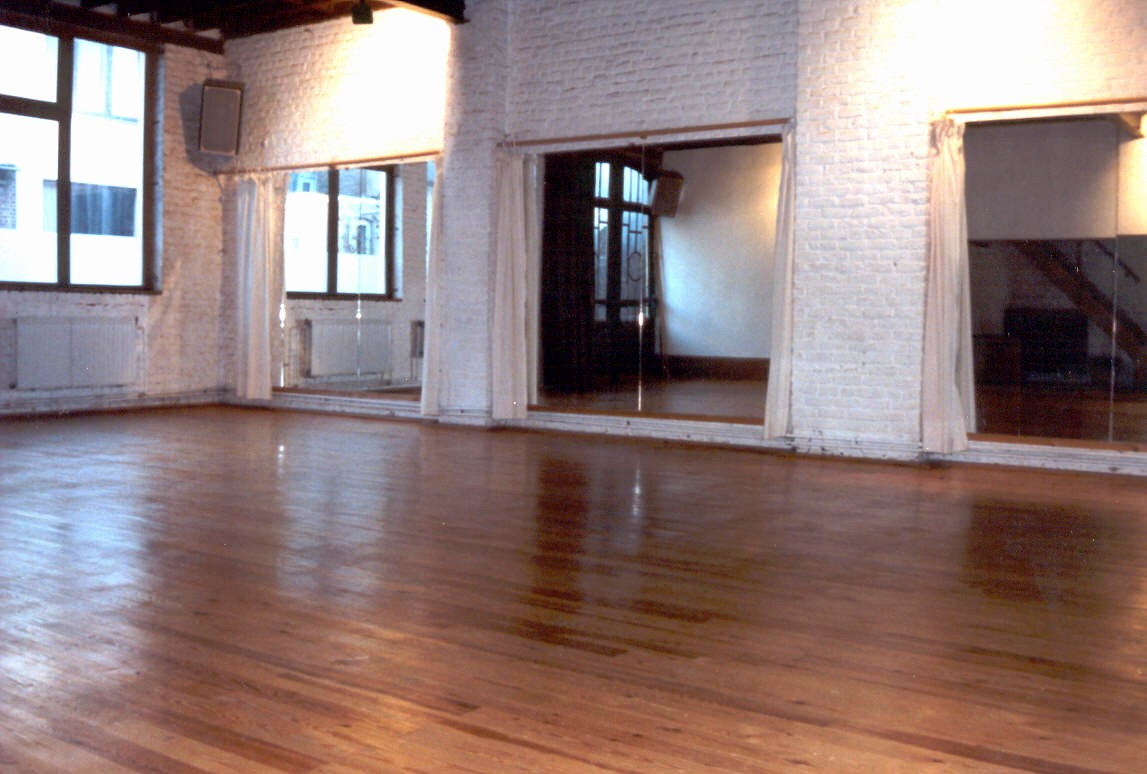
Le Budo Collège Belge - La salle des miroirs.

Le Budo Collège belge est une école belge d'arts martiaux à Bruxelles. Fondée en 1951, c'est la plus ancienne en Belgique, ainsi qu'une des plus anciennes d'Europe.

## La plus ancienne école d'arts martiaux de Belgique
Au début des années 1950, Julien Naessens, pionnier de l’introduction des arts martiaux en Belgique, élève du maître Kenshiro Abbe (en), prend la direction de la fédération belge de judo. C'est à cette époque qu'il crée, en 1951, le Budo Collège belge.
Situé initialement rue de la Chanterelle à Laeken, puis rue Waelhem à Schaerbeek pour s’installer en 1964 au 324, rue Royale à Schaerbeek également. De 1992 à 1996, le Budo Collège s'installa rue Edmond Tollenaere à Laeken. Finalement, le 1er septembre 1996, le Budo Collège déménage au 55, rue du Brochet à Ixelles.
Le Budo Collège belge est membre du Budo Council of Belgium et de la Fédération belge de Judo.

## Principaux enseignants
- Pierre Citti, 8e dan d'aikido, 2e dan jodo[L 1], kyoshi[a].
- Roger Hannoset[b] , 7e dan d'aikido[L 1].
- René Hauzeur[c], 6e dan de judo[L 1].

## Quelques maîtres de stages notoires
- Tatsuo Suzuki (1928-2011), 8e dan[d] de karaté, Hanshi.
- Hirokazu Kobayashi (1929-1998), 8e dan d’aïkido.
- Masamichi Noro (1935-2013), fondateur du Kinomichi.

### Note: lignage
1. 1 2 3 4  Il est un ancien élève de maître Naessens.

### Autres notes
1. ↑  Les titres honorables, ou de maîtrise, tels que Renshi, Kyoshi et Hanshi sont des compléments de graduation dans les arts martiaux traditionnels.
2. ↑  Roger Hannoset fut notamment très impliqué dans l'apparition du naginata et du jodo en Belgique.
3. ↑  René Hauzeur est président de Budo Council of Belgium - Fédération belge de Judo.
4. ↑  Tatsuo Suzuki (1928-2011) est élevé au grade de 8e dan en 1975 par maître Hironori Ōtsuka en personne, maître Suzuki refusa plusieurs fois le 10e dan qu'on lui proposait considérant que seul le fondateur de l'école, Hironori Ohtsuka, était en droit de lui accorder ce grade et il était mort.
5. ↑  Le Budo Collège et l'école royale d'arts martiaux Yama Arashi ont effectué une éphémère fusion en 2013-2014.